# Saint-Savin (Vienne)
Saint-Savin, ook wel Saint-Savin-sur-Gartempe genoemd, is een gemeente in het Franse departement Vienne. De gemeente telde 816 inwoners op 1 januari 2022.
De plaats is genoemd naar de heilige die in deze streek volgens de legende in 421 vermoord op een intussen verdwenen eiland. Het bekendste gebouw van Saint-Savin is de romaanse kerk, de abdijkerk van Saint-Savin-sur-Gartempe. Deze kerk staat sinds 1983 op de Werelderfgoedlijst van UNESCO. Het is de oudste hallenkerk in de streek van Poitou.

## Geografie
Saint-Savin ligt aan de Gartempe. De oppervlakte van Saint-Savin bedroeg op 1 januari 2022 18,8 vierkante kilometer; de bevolkingsdichtheid was toen 43,4 inwoners per km².
De onderstaande kaart toont de ligging van Saint-Savin met de belangrijkste infrastructuur en aangrenzende gemeenten.

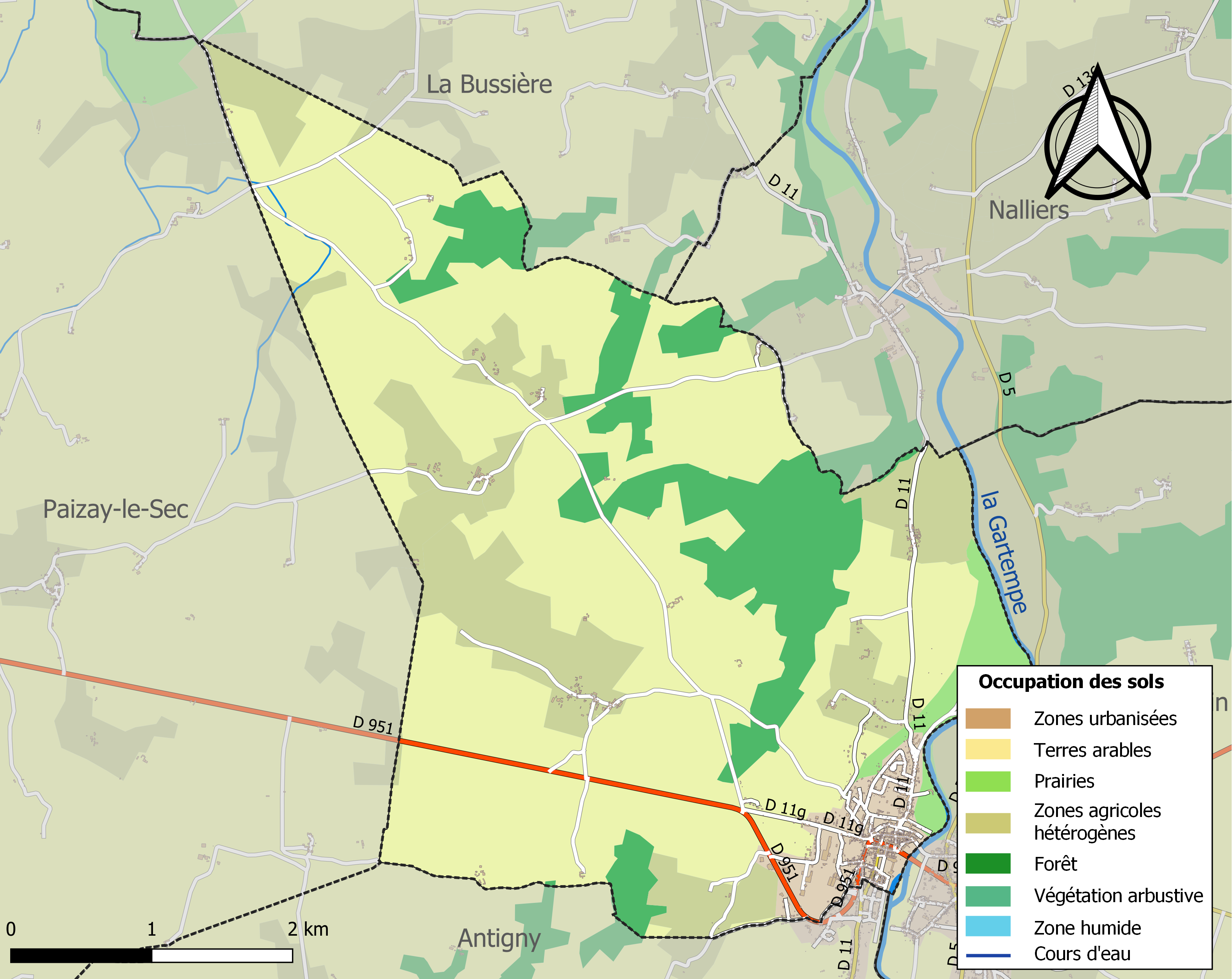

## Demografie
Onderstaande figuur toont het verloop van het inwonertal (bron: INSEE-tellingen).

## Zustergemeenten
Met de volgende gemeenten bestaat een band:
- Malle (België), sinds 1960 met Oostmalle, per 15 mei 1981 met de nieuwe gemeente Malle
- Heusenstamm (Duitsland), sinds 19 juli 1969
- Hartley Wintney (Verenigd Koninkrijk), sinds 18 juli 1981